# Христос в доме Марфы и Марии (Вермеер)
Христос в доме Марфы и Марии (нидерл. Christus in het huis van Martha en Maria) — картина голландского художника Яна Вермеера, выполнена в 1655 году. Работа хранится в Национальной галерее Шотландии, расположенной в Эдинбурге. Картина относится к периоду раннего творчества художника и предположительно является первой выполненной на заказ.

## Создание
Картина «Христос в доме Марфы и Марии» была завершена в 1655 году и является одной из самых ранних работ Яна Вермеера. В начале своего творческого пути художник часто прибегал к мотивам мифологическим (к примеру, картина «Диана со спутницами») и религиозным, что привело к созданию картины «Христос в доме Марфы». Нетипичный для Вермеера стиль выполнения картины наталкивал многих исследователей творчества голландского художника на мысль, что данная работа могла быть выполнена на заказ.

## Сюжет
Женщина, именем Марфа, приняла Его в дом свой; у неё была сестра, именем Мария, которая села у ног Иисуса и слушала слово Его. Марфа же заботилась о большом угощении и, подойдя, сказала: Господи! или Тебе нужды нет, что сестра моя одну меня оставила служить? скажи ей, чтобы помогла мне. Иисус же сказал ей в ответ: Марфа! Марфа! ты заботишься и суетишься о многом, а одно только нужно; Мария же избрала благую часть, которая не отнимется у неё.
— Лк. 10:38—42
Во время своих странствий Христос пришел в Вифанию и остановился на ночлег в доме сестер Лазаря — Марии и Марфы. Марфа начала приготовление на кухне и браниться на Марию, сидящую у ног Иисуса, за отсутствие помощи с её стороны. На её слова Христос ответил, что Мария выбрала лучшее занятие — следование наставлениям Господа.

## Описание
Работа «Христос в доме Марфы и Марии» выполнена в традициях утрехтской школы художеств. При создании картины Вермеер использовал тёмные, охровые и тёплые золотистые тона, яркость которых он выделял при помощи тёмных цветов. Художник расположил три фигуры по центру картины, при этом опустив множество деталей, чтобы не перенасыщать композицию. Во внешности двух сестер Вермеер передал кардинальные различия их характеров. Задний фон был выполнен в тёмных тонах, чтобы акцентировать внимание на персонажах картины. Расположение фигур, вымышленный интерьер и пейзаж являются подражанием итальянской ренессансной традиции.